# Un nuevo amor
Un nuevo amor è il sedicesimo album in studio della cantante e attrice messicana Lucero, pubblicato nel 2002.

## Tracce
1. Que Alguien Me Diga – 4:21 (Omar Alfano)
2. Volver jamás – 3:25 (Roberto Belester)
3. Por ti – 2:43 (Óscar Chávez)
4. Yo no te perdí – 3:34 (R. Belester)
5. Carta a Ufemia – 3:06 (Rubén Méndez, Rubén Fuentes)
6. A quien voy a engañar – 4:22 (Raúl Del Sol, Estéfano)
7. Me gusta – 3:49 (Marco Flores)
8. Lo he intentado todo – 3:58 (Del Sol, Estéfano)
9. Cómo te voy a olvidar – 4:25 (Jorge Mejía Avante)
10. Me duele la piel – 3:09 (Gloria Nevárez)